# Zabbix
Zabbix là một phần mềm doanh nghiệp mã nguồn mở giám sát các mạng và ứng dụng, được tạo ra bởi Alexei Vladishev và được công bố lần đầu tiên vào năm 2001. Nó được thiết kế để giúp admin mạng giám sát và theo dõi tình trạng của các dịch vụ mạng, máy chủ và phần cứng mạng khác một cách thông minh nhằm đảm bảo hệ thống luôn luôn được ổn định.

## Chức năng
Được phát hành theo các điều khoản của Giấy phép Công cộng GNU phiên bản 2, Zabbix là phần mềm tự do.
Về cơ bản, Zabbix chia thành Zabbix server và Zabbix agent. Phần phụ trợ (back end) của nó được viết bằng ngôn ngữ C và giao diện web được viết bằng PHP. Zabbix cung cấp một số lựa chọn giám sát:
- Kiểm tra đơn giản có thể xác minh tính sẵn sàng và đáp ứng các dịch vụ tiêu chuẩn như SMTP hoặc HTTP mà không cần cài đặt bất kỳ phần mềm nào trên máy chủ được theo dõi.
- Một Zabbix agent cũng có thể được cài đặt trên máy chủ UNIX và Windows để theo dõi số liệu thống kê như tải CPU, sử dụng mạng, không gian đĩa, v.v...
- Thay vì cài đặt Zabbix agent, Zabbix hỗ trợ giám sát bằng cách kiểm soát qua các giao thức SNMP, TCP và ICMP, cũng như qua IPMI, JMX, SSH, Telnet và sử dụng các thông số tùy chỉnh. Zabbix hỗ trợ nhiều cơ chế thông báo gần thời gian thực, bao gồm cả XMPP.

Phần mềm máy chủ bao gồm một số tiểu chức năng khác nhau, tất cả có thể cài trên cùng một máy hoặc chạy riêng biệt, nhờ vậy Zabbix có thể nhân rộng và do đó phù hợp cho các môi trường có cơ sở hạ tầng lớn.

## Cơ sở dữ liệu
Zabbix sử dụng MySQL, PostgreSQL, SQLite, Oracle hoặc IBM DB2 để lưu trữ dữ liệu..

## Công ty Zabbix LLC
Công ty Zabbix LLC được thành lập vào năm 2005 với trọng tâm là để hỗ trợ kỹ thuật chuyên nghiệp cho Zabbix. Nó cung cấp các chương trình hợp tác, các dịch vụ tích hợp, và các dịch vụ cập nhật.